# Aegyptobia changi
Aegyptobia changi är en spindeldjursart som beskrevs av Tseng 1980. Aegyptobia changi ingår i släktet Aegyptobia och familjen Tenuipalpidae. Inga underarter finns listade i Catalogue of Life.